# Seznam chorvatských bánů

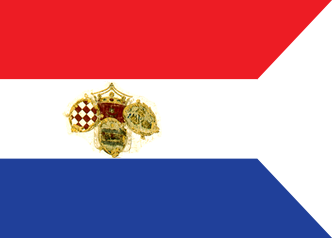
Prapor generála Josipa Jelačiće, chorvatského bána v letech 1848–1859

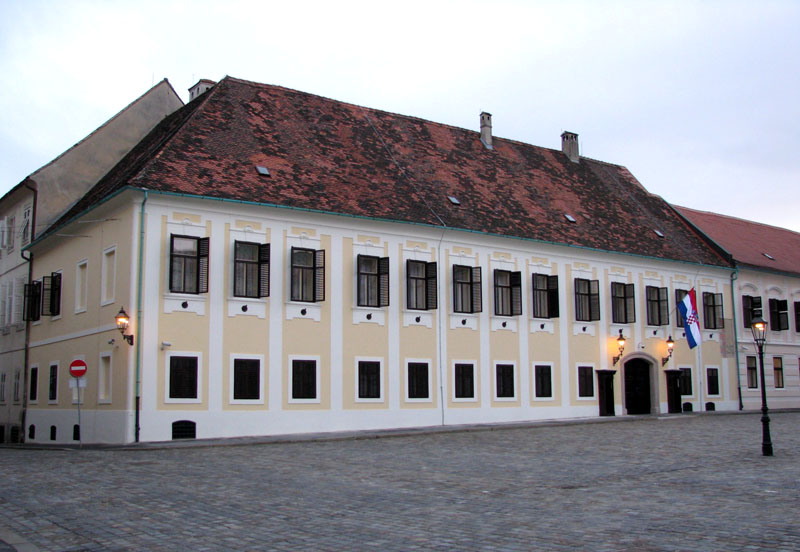
Bánský dvůr – palác chorvatských bánů v Záhřebu

Toto je seznam chorvatských bánů, coby vládců v dobách samostatného Chorvatského království, či jako místodržitelů země pod nadvládou Uherského království. Často se uvádí také celý historický titul bán Chorvatska, Slavonie a Dalmácie.

## Seznam chorvatských bánů
| Chorvatští bánové |                         | |
| Chorvatsko pod vládou uherských králů (1102–1526) Od roku 1102 usedají na chorvatský trůn, se souhlasem chorvatské šlechty, uherští králové. V zemi panují z králova pověření bánové a sabory. |                         | |
| Jméno | Roky                    | Poznámky |
| Ugra | 1102 – asi 1105         | |
| Sergije | asi 1105                | |
| Ugrin | 1107                    | |
| Klaudije | 1116–1117               | |
| Aleksije/Dominik | asi 1130 – asi 1141     | |
| Bjeloš/Beloš | 1142–1158               | Srbský kníže, syn Uroše II. Vojskavského |
| Arpa | 1158                    | |
| Bjeloš/Beloš | 1163                    | |
| Ampudin | 1164–1180               | |
| Mavro/Dionizije | asi 1180–1183           | |
| Suban | 1183–1185               | |
| Kálán | 1190–1193               | |
| Dominik | 1193–1195               | |
| Andrija | 1198–1199               | |
| Nikola + Branko/Benedikt | 1199–1200               | |
| Martin Hontpázmán | 1202–1203               | |
| Hipolit | 1204                    | |
| Merkurije | 1205–1206               | |
| Štěpán Mihaljevic | 1206–1208               | |
| Banko | 1208–1209               | |
| Bertold V. z Andechsu | 1209–1211               | (* 1182, † 1251) |
| Mihajlo | 1211–1213               | |
| Ðula Šikloški (Gyula ze Siklosu) | 1213                    | |
| Ohuz/Okic | 1214–1215               | |
| Jan (Ivan) | 1215–1216               | |
| Poža | 1216–1217               | |
| Bank | 1217–1218               | |
| Ðula Šikloški (Gyula ze Siklosu) | 1218–1219               | |
| Ohuz/Okic | 1219–1220               | |
| Šalamoun | asi 1222 – asi 1225     | |
| Mihajlo/Aladar | 1225                    | |
| 32 zaznamenaných bánů | 1225–1476               | Vládli jen v Dalmácii a (středním) Chorvatsku |
| 52 zaznamenaných bánů | 1225–1476               | Vládli jen v Celé Slavonii |
| Matouš Čák Trenčínský | 1272–1273               | vládl v Dalmácii a Chorvatsku |
| Pavao Šubić Bribirski | 1273–1312               | vládl v Dalmácii a Chorvatsku |
| Nikola Omedejev | 1272–1273               | vládl v Dalmácii a Chorvatsku |
| Nikola Banffy z Lendavy | 1345–1346               | |
| Nikola Széchy | 1346–1349               | |
| Pavao Ugal | 1350                    | |
| Štěpán Lacković | 1351–1352               | |
| Nikola Banffy z Lendavy | 1353–1356               | podruhé |
| Jan Paližna | 1385–1386 & 1389        | Spoluvládce Jana Anjouského Horvata de Radics (1385,1386,1387) |
| Štěpán Tvrtko I. (bosenský bán) | 1390 – 10. březen 1391  | Prohlásil se chorvatským králem a dobyl Dalmácii. |
| Ivan V. Frankapan Krkský | 1390–1393               | (zemřel 1393) |
| Nikola II. Gorjanski | 1397–1402               | |
| Ladislav Grdevacki | 1402–1404               | |
| Pavao Bessenyö | 1404                    | |
| Pavao Pecz | 1404–1406               | |
| Ladislav Grdevacki | 1402–1404               | |
| Heřman II. Celjský | 1406–1408               | celého Chorvatska |
| Heřman II. Celjský | 1423–1435               | Jen ve Slavonii |
| Nikola IV. Frankopan | 1426–1432 (zemřel 1432) | |
| Matko Talovac | 1435–1445               | Slavonský bán |
| Fridrich II. Celjský a Oldřich II. Celjský proti... | 1445–1454               | Jen Chorvatsko-Dalmácie |
| Jan Hunyadi | 1446–1450               | Jen Chorvatsko-Dalmácie |
| Ladislav Hunyadi | 1454–1455               | Jen Chorvatsko-Dalmácie |
| (spolu)bán Nikola Frankopan | 1456–1458               | syn bána Mikuláše Frankopana |
| Mirko (Emerich) Zápolský | 1464–1465               | |
| Ivan Thuz z Laku | 1466–1467               | |
| Jan Česmický (Janus Pannonius) | 1469–1470               | |
| Blaž Mađar Podmanicki | 1470–1472               | |
| Damjan (Damian) Horvat | 1472–1473               | |
| Andrija Bánffy z Lendavy | 1476–1477               | |
| Ladislav z Egerváru | 1477–1481               | |
| Štěpán Frankopan | (zemřel 1481)           | |
| Blaž Madar Podmanicki | 1482                    | |
| Matija Gereb | 1483–1489               | |
| Ladislav z Egerváru | 1489–1493               | |
| Emerik (Mirko) Derencin | 1493                    | |
| Jan Bot z Bajny | 1493                    | |
| Ladislav Kaniški | 1493–1495               | |
| kníže Ivaniš Korvín | 1495–1498               | |
| Ðuro Kaniški | 1498–1499               | |
| kníže Jan Korvín | 1499–1504               | |
| Franjo Balassa z Gyarmatu | 1505                    | |
| Andrija Bot od Bajne | 1505–1507               | |
| Marko Mišljenovic | 1506–1507               | |
| Jan II. Ernušt z Čakovce | 1508–1509               | |
| Juraj Kaniški | 1508–1509               | |
| Andrija Bot od Bajne | 1510–1511               | |
| Mirko (Emerich) III. Perényi | 1512–1513               | |
| Petr Berislavić | 1513–1520               | |
| Ivan Karlović z Krbavy (Corbavia) | 1521–1524               | (zemřel 1531), oženil se s Helenou (Ilonou) Zrinskou. Jeho rodina byla spřízněna s rodem Gusićů (Gussich-Gusith), jedněmi z dvanácti magnátů, které vybral král Koloman v roce 1102. |
| Jan Tahy | 1525                    | |
| Franjo Baćan (Batthyány) | 1525–1527               | |

| Habsburkové vládnou Chorvatsku (1527–1848) V odpověď na tureckou hrozbu (Uhersko bylo v roce 1526 poraženo v bitvě u Moháče), uznala v roce 1527 chorvatská šlechta císaře Ferdinanda I. Habsburského chorvatským králem. |                                  |                                                     |
| Kryštof Frankopan (Frangepan) | 1527                             | (zemřel 1527) vnuk bána Stjepana Frankopana         |
| Jan Karlović z Krbavy (de Corbavia) | 1527–1531                        | (zemřel 1531) ženatý se s Helenou (Ilonou) Zrinskou |
| Šimon Bakač z Erdődu | 1530–1534                        |                                                     |
| Ludvík Petry z Petroviny | 1532–1537                        |                                                     |
| Toma Nádasdy proti... | 1537–1542                        |                                                     |
| Petr Keglević z Buzina | 1537–1542                        |                                                     |
| Nikola Šubić Zrinski | 1542–1556                        | (* 1508, † 1566)                                    |
| Petr II. z Erdődy a Monyorokereku | 1557–1567                        |                                                     |
| Lukáš Zekel z Ormosdu | 1567                             |                                                     |
| Jiří II. Drašković | 1567–1575                        |                                                     |
| Jan František Frankopan (Frangepan) ze Slunje | 1567–1573                        |                                                     |
| Gašpar Alapić (Alapy) z Velkého Kalníku (Nagy-Kemle) | 1574–1575                        |                                                     |
| Krsto Ungnad ze Sonnegu | 1576–1583                        |                                                     |
| Toma Erdődy z Monyorókeréku (Eberau) | 1583–1595                        |                                                     |
| Gašpar Stankovački | 1595–1596                        |                                                     |
| Jan II. Drašković z Trakošćanu | 1596–1606                        | (* 1550, † 1613)                                    |
| Toma Erdutski/Erdődy | 1608–1615                        |                                                     |
| Benedikt Thuroczy | 1615–1616                        |                                                     |
| Nikola Frankopan z Trsatu (Tersacz) | 1617–1622                        |                                                     |
| Juraj Zrinský (Zrinyi) | 1622–1626                        |                                                     |
| Zikmund z Erdődy | 1627–1639                        |                                                     |
| Jan III. Drašković z Trakošćanu | 1639–1646                        |                                                     |
| Nikola Zrinski | 1647–1664                        | (* 1620, † 1664)                                    |
| Petar Zrinski | 1665–1670                        |                                                     |
| Nikola Erdődy | 1671–1693                        |                                                     |
| Adam Baćan (Batthyány) | 26. srpen 1693 – 7. září 1703    |                                                     |
| Ivan Bernard Pállfy | 24. leden 1704 – 17. únor 1732   |                                                     |
| Jan V. Drašković | 17. únor 1732 – 4. leden 1733    | († 1733)                                            |
| Josip Esterházy z Galanty | 13. srpen 1733 – 25. červen 1741 |                                                     |
| György Branyng | 1741–1742                        |                                                     |
| Karel Josef Batthyány | 16. březen 1743 – 6. březen 1756 |                                                     |
| František Leopold z Nádasdy | 1756–1783                        |                                                     |
| František Fauszty | 1757–?                           |                                                     |
| František Esterházy z Galanty | 1783–1785                        |                                                     |
| František Széchényi | 1783–1785                        |                                                     |
| Franjo Balassa z Gyarmatu | 1785–1790                        |                                                     |
| Jan z Erdődy | 1790 – 30. března 1806           |                                                     |
| Ignácz Gyulay | 1806–1831                        |                                                     |
| Franjo Vlašić | 10. únor 1832 – 16. květen 1840  |                                                     |
| Juraj Haulík | 1840–1842                        |                                                     |
| Franz Haller von Hallerstein | 1842–1845                        |                                                     |
| Juraj Haulík | 1845 – 23. březen 1848           |                                                     |

| Chorvatsko habsburským královským teritoriem (1849–1867) V revolučním roce 1848 se Chorvatsko vyhlásilo nezávislým na Uhersku, ale zůstalo loajální vůči Habsburské monarchii. |           |                  |
| Josip Jelačić | 1848–1859 | (* 1801, † 1859) |
| Johann Baptist Coronini-Cronberg | 1859–1860 |                  |
| Josip Šokčević | 1860–1867 | (* 1811, † 1896) |

| Chorvatsko znovu pod uherskou kontrolou V roce 1867 se monarchie Habsburků rekonstituovala na duální monarchii Rakousko-Uhersko. |           |                  |
| Levin Rauch | 1867–1871 | (* 1819, † 1890) |

| Unie s Uherskem V roce 1868 se Chorvatsko a Slavonsko dostalo znovu pod vliv Uherska s omezenou autonomií. |           |                                             |
| Koloman Bedeković Komorski                                                                                 | 1871–1872 | (* 1818, † 1889)                            |
| Eugen Kvaternik                                                                                            | 1871–1871 | (* 1825, † 1871) († při rebelii v Rakovici) |
| Antun Vakanović                                                                                            | 1872–1873 | (* 1808, † 1894)                            |
| Ivan Mažuranić                                                                                             | 1873–1880 | (* 1814, † 1890)                            |
| Ladislav Pejačević                                                                                         | 1880–1883 | (* 1824, † 1901)                            |
| Hermann von Ramberg                                                                                        | 1883–1883 | (* 1820, † 1899)                            |
| Dragutin Karoly Khuen-Héderváry                                                                            | 1883–1903 | (* 1849, † 1918)                            |
| Teodor Pejačević                                                                                           | 1903–1907 | (* 1855, † 1928)                            |
| Aleksandar Rakodczaj                                                                                       | 1907–1908 | (* 1848, † 1924)                            |
| Pavao Rauch z Nyeku                                                                                        | 1908–1910 | (* 1865, † 1933)                            |
| Nikola Tomašić                                                                                             | 1910–1912 | (* 1864, † 1918)                            |
| Slavko Cuvaj                                                                                               | 1912–1913 | (* 1851, † 1931)                            |
| Ivan Skerlecz                                                                                              | 1913–1917 | (* 1873, † 1951)                            |
| Antun Mihalović                                                                                            | 1917–1919 | (* 1868, † 1949)                            |

| Chorvatsko součástí Království Srbů, Chorvatů a Slovinců (1918–1929) Po krátkém období nezávislosti se země stala částí Království Srbů, Chorvatů a Slovinců |                                    |                  |
| Ivan Paleček | 20. leden 1919 – 24. listopad 1919 |                  |
| Tomislav Tomljenović | 24. listopad 1919 – 22. únor 1920  |                  |
| Matko Laginja | 22. únor 1920 – 11. prosinec 1920  | (* 1852, † 1930) |
| Teodor Bošnjak | 1920–1921                          |                  |
| Tomislav Tomljenović | 2. březen 1921 – 3. červenec 1921  |                  |

| Jméno            | Vláda     |
| ---------------- | --------- |
| Josip Silović    | 1929–19.. |
| Ivo N. Perović   | 19..–1935 |
| Marko Kostrenčić | 1935–1936 |
| Viktor Ružić     | 1936–1939 |

| Jméno            | Vláda     |
| ---------------- | --------- |
| Ivo Tartaglia    | 1929–1932 |
| Josip Jablanović | 1932–1935 |
| Mirko Buić       | 1935–1939 |

| Jméno            | Vláda     |
| ---------------- | --------- |
| Josip Silović    | 1929–19.. |
| Ivo N. Perović   | 19..–1935 |
| Marko Kostrenčić | 1935–1936 |
| Viktor Ružić     | 1936–1939 |

| Jméno            | Vláda     |
| ---------------- | --------- |
| Ivo Tartaglia    | 1929–1932 |
| Josip Jablanović | 1932–1935 |
| Mirko Buić       | 1935–1939 |